# Агиртрія бразильська
Аги́ртрія бразильська (Chrysuronia versicolor) — вид серпокрильцеподібних птахів родини колібрієвих (Trochilidae). Мешкає в Південній Америці.

## Опис

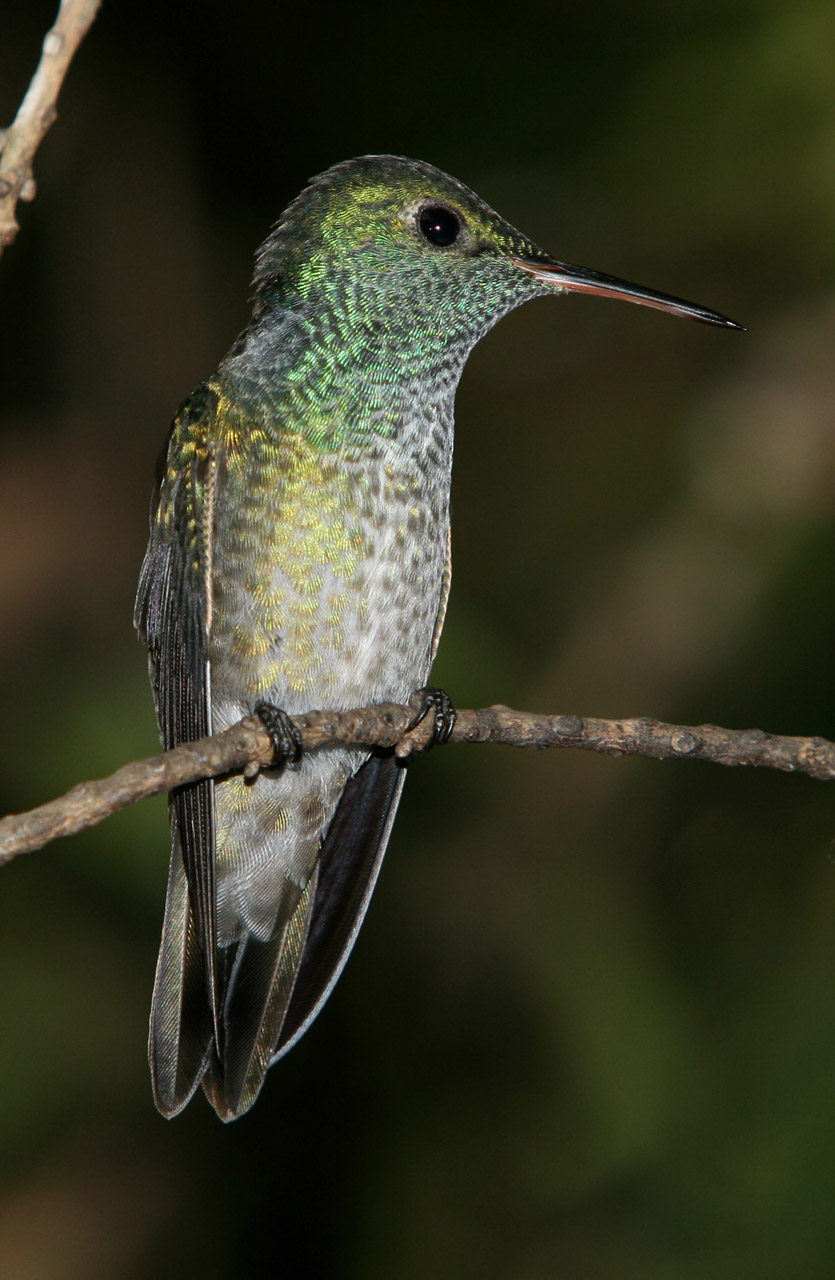
Бразильська агиртрія (Пуерто-Ігуасу, Місьйонес, Аргентина)

Довжина птаха становить 8-10 см, розмах крил 5,2 см, вага 4 г. Верхня частина тіла бронзово-зелена, боки бронзово-зелені, середина живота і нижні покривні пера хвоста білуваті. Верхні покривні пера хвоста зеленувато-сірі з білими краями. Стернові пера бронзово-зелені з нечіткою синьою смугою на кінці. Крайні стернові пера мають сірі кінчики. Дзьоб зверху чорнувато-коричневий, знизу тілесного кольору з чорним кінчиком. Самиці є дещо меншими за самців, забарвлення у них менш блискуче.
У представників номінативного підвиду з внутрішніх регіонів, підвидів C. v. nitidifrons і C. v. kubtchecki забарвлення горла варіюється від зеленуватого до бірюзового (у самиць пера на горлі мають білі краї), у представників підвиду C. v. rondoniae воно блакитнувате, а у представників номінативного підвиду з прибережних районів і представників підвидів C. v. hollandi і C. v. millerii біле. У більшості підвидів голова з боків і тім'я зелені, однак у представників підвидів C. v. hollandi і C. v. rondoniae вони бірюзово-сині або лазурово-сині.

## Підвиди
Виділяють шість підвидів:
- C. v. millerii (Bourcier, 1847) — від східної Колумбії до західної і південної Венесуели, східного Перу і північно-західної Бразилії;
- C. v. hollandi (Todd, 1913) — південний схід Венесуели і сусідні райони Гаяни;
- C. v. nitidifrons (Gould, 1860) — північний схід Бразилії;
- C. v. versicolor (Vieillot, 1818) — південний схід Бразилії;
- C. v. kubtchecki (Ruschi, 1959) — північний схід Болівії, схід Парагваю, південний захід Бразилії і крайній північний захід Аргентини;
- C. v. rondoniae (Ruschi, 1982) — північ Болівії і захід центральної Бразилії (Рондонія).

Деякі дослідники виділяють підвид C. v. rondoniae у окремий вид агиртрія рондонійська (Chrysuronia rondoniae).

## Поширення і екологія
Бразильські агиртрії мешкають в Колумбії, Венесуелі, Гаяні, Перу, Бразилії, Болівії, Парагваї і Аргентині. Вони живуть на узліссях вологих рівнинних тропічних лісів, в галерейних лісах, в саванах серрадо, в чагарникових заростях, парках і садах. Зустрічаються на висоті до 1250 м над рівнем моря.
Бразильські агиртрії живляться нектаром різноманітних квітучих рослин, зокрема квітучих дерев з родів Inga, Vochysia і Calliandra, а також дрібними комахами, яких ловлять в польоті або збирають з рослинності. Захищають кормові території. Сезон розмноження у бразильських агиртрій триває з жовтня по березень. Гніздо чашоподібне, робиться з рослинного пуху і павутиння, зовні покривається лишайником, розміщується на горизонтальній гілці. В кладці 2 яйця розміром 14×9 мм і вагою 0,43 г. Інкубаційний період триває 14 днів, пташенята покидають гніздо через 23-32 дні після вилуплення.